# Hardanges
Hardanges é uma comuna francesa na região administrativa da Pays de la Loire, no departamento de Mayenne. Estende-se por uma área de 18,48 km². Em 2010 a comuna tinha 205 habitantes (densidade: 11,1 hab./km²).